# Copa Ouro da CONCACAF de 2017
A Copa Ouro da CONCACAF de 2017 foi a 14ª edição da competição, organizada bienalmente pela CONCACAF. O torneio foi sediado pelos Estados Unidos, em quatorze cidades por todo o país. Como vencedor da competição, os Estados Unidos enfrentarão a equipe campeã da Copa Ouro da CONCACAF de 2019 em partida única para determinar o representante das Américas do Norte e Central na Copa das Confederações FIFA de 2021.

## Equipes qualificadas
Um total de 12 equipes disputaram o torneio. Três vagas são destinadas para a América do Norte, quatro para a América Central, e quatro para o Caribe.
| Time                                                                                        | Qualificação     | Participação     | Melhor resultado                                   |
| América do Norte                                                                            | América do Norte | América do Norte | América do Norte                                   |
| ------------------------------------------------------------------------------------------- | ---------------- | ---------------- | -------------------------------------------------- |
| Estados Unidos                                                                              | Automática       | 14ª              | Campeão (1991, 2002, 2005, 2007, 2013)             |
| México                                                                                      | Automática       | 14ª              | Campeão (1993, 1996, 1998, 2003, 2009, 2011, 2015) |
| Canadá                                                                                      | Automática       | 13ª              | Campeão (2000)                                     |
| América Central (Classificação através da Copa Centroamericana de 2017)                     |                  |                  |                                                    |
| Honduras                                                                                    | Campeão          | 13ª              | Vice-campeão (1991)                                |
| Panamá                                                                                      | Vice-campeão     | 8ª               | Vice-campeão (2005, 2013)                          |
| El Salvador                                                                                 | Terceiro lugar   | 10ª              | Quartas-de-final (2002, 2003, 2011, 2013)          |
| Costa Rica                                                                                  | Quarto colocado  | 13ª              | Vice-campeão (2002)                                |
| Caribe (Classificação através da Copa do Caribe de 2017)                                    |                  |                  |                                                    |
| Curaçau                                                                                     | Campeão          | 1ª               | —                                                  |
| Jamaica                                                                                     | Vice-campeão     | 10ª              | Vice-campeão (2015)                                |
| Guiana Francesa                                                                             | Terceiro lugar   | 1ª               | —                                                  |
| Martinica                                                                                   | Quarto lugar     | 5ª               | Quartas-de-final (2002)                            |
| Play-off entre o quinto lugar da zona do Caribe e o quinto lugar da zona da América Central |                  |                  |                                                    |
| Nicarágua                                                                                   | Play-off         | 2ª               | Fase de grupos (2009)                              |

## Sedes
| Cleveland            | Denver | Frisco, Texas | Harrison, Nova Jérsei | Houston                 |
| -------------------- | --- | --- | --- | ----------------------- |
| FirstEnergy Stadium  | Sports Authority Field | Toyota Stadium | Red Bull Arena | BBVA Compass Stadium    |
| Capacidade: 67,431   | Capacidade: 76,125 | Capacidade: 16,000 | Capacidade: 25,000 | Capacidade: 22,000      |
|                      | | | |                         |
| Nashville, Tennessee | Cleveland Denver Frisco Harrison Houston Nashville San Antonio San Diego Tampa Arlington Glendale Pasadena Filadélfia Santa ClaraCopa Ouro da CONCACAF de 2017 (Estados Unidos) | Cleveland Denver Frisco Harrison Houston Nashville San Antonio San Diego Tampa Arlington Glendale Pasadena Filadélfia Santa ClaraCopa Ouro da CONCACAF de 2017 (Estados Unidos) | Cleveland Denver Frisco Harrison Houston Nashville San Antonio San Diego Tampa Arlington Glendale Pasadena Filadélfia Santa ClaraCopa Ouro da CONCACAF de 2017 (Estados Unidos) | San Antonio             |
| Nissan Stadium       | Cleveland Denver Frisco Harrison Houston Nashville San Antonio San Diego Tampa Arlington Glendale Pasadena Filadélfia Santa ClaraCopa Ouro da CONCACAF de 2017 (Estados Unidos) | Cleveland Denver Frisco Harrison Houston Nashville San Antonio San Diego Tampa Arlington Glendale Pasadena Filadélfia Santa ClaraCopa Ouro da CONCACAF de 2017 (Estados Unidos) | Cleveland Denver Frisco Harrison Houston Nashville San Antonio San Diego Tampa Arlington Glendale Pasadena Filadélfia Santa ClaraCopa Ouro da CONCACAF de 2017 (Estados Unidos) | Alamodome               |
| Capacidade: 69,000   | Cleveland Denver Frisco Harrison Houston Nashville San Antonio San Diego Tampa Arlington Glendale Pasadena Filadélfia Santa ClaraCopa Ouro da CONCACAF de 2017 (Estados Unidos) | Cleveland Denver Frisco Harrison Houston Nashville San Antonio San Diego Tampa Arlington Glendale Pasadena Filadélfia Santa ClaraCopa Ouro da CONCACAF de 2017 (Estados Unidos) | Cleveland Denver Frisco Harrison Houston Nashville San Antonio San Diego Tampa Arlington Glendale Pasadena Filadélfia Santa ClaraCopa Ouro da CONCACAF de 2017 (Estados Unidos) | Capacidade: 65,000      |
|                      | Cleveland Denver Frisco Harrison Houston Nashville San Antonio San Diego Tampa Arlington Glendale Pasadena Filadélfia Santa ClaraCopa Ouro da CONCACAF de 2017 (Estados Unidos) | Cleveland Denver Frisco Harrison Houston Nashville San Antonio San Diego Tampa Arlington Glendale Pasadena Filadélfia Santa ClaraCopa Ouro da CONCACAF de 2017 (Estados Unidos) | Cleveland Denver Frisco Harrison Houston Nashville San Antonio San Diego Tampa Arlington Glendale Pasadena Filadélfia Santa ClaraCopa Ouro da CONCACAF de 2017 (Estados Unidos) |                         |
| San Diego            | Cleveland Denver Frisco Harrison Houston Nashville San Antonio San Diego Tampa Arlington Glendale Pasadena Filadélfia Santa ClaraCopa Ouro da CONCACAF de 2017 (Estados Unidos) | Cleveland Denver Frisco Harrison Houston Nashville San Antonio San Diego Tampa Arlington Glendale Pasadena Filadélfia Santa ClaraCopa Ouro da CONCACAF de 2017 (Estados Unidos) | Cleveland Denver Frisco Harrison Houston Nashville San Antonio San Diego Tampa Arlington Glendale Pasadena Filadélfia Santa ClaraCopa Ouro da CONCACAF de 2017 (Estados Unidos) | Tampa, Flórida          |
| Qualcomm Stadium     | Cleveland Denver Frisco Harrison Houston Nashville San Antonio San Diego Tampa Arlington Glendale Pasadena Filadélfia Santa ClaraCopa Ouro da CONCACAF de 2017 (Estados Unidos) | Cleveland Denver Frisco Harrison Houston Nashville San Antonio San Diego Tampa Arlington Glendale Pasadena Filadélfia Santa ClaraCopa Ouro da CONCACAF de 2017 (Estados Unidos) | Cleveland Denver Frisco Harrison Houston Nashville San Antonio San Diego Tampa Arlington Glendale Pasadena Filadélfia Santa ClaraCopa Ouro da CONCACAF de 2017 (Estados Unidos) | Raymond James Stadium   |
| Capacidade: 70,561   | Cleveland Denver Frisco Harrison Houston Nashville San Antonio San Diego Tampa Arlington Glendale Pasadena Filadélfia Santa ClaraCopa Ouro da CONCACAF de 2017 (Estados Unidos) | Cleveland Denver Frisco Harrison Houston Nashville San Antonio San Diego Tampa Arlington Glendale Pasadena Filadélfia Santa ClaraCopa Ouro da CONCACAF de 2017 (Estados Unidos) | Cleveland Denver Frisco Harrison Houston Nashville San Antonio San Diego Tampa Arlington Glendale Pasadena Filadélfia Santa ClaraCopa Ouro da CONCACAF de 2017 (Estados Unidos) | Capacidade: 65,890      |
|                      | Cleveland Denver Frisco Harrison Houston Nashville San Antonio San Diego Tampa Arlington Glendale Pasadena Filadélfia Santa ClaraCopa Ouro da CONCACAF de 2017 (Estados Unidos) | Cleveland Denver Frisco Harrison Houston Nashville San Antonio San Diego Tampa Arlington Glendale Pasadena Filadélfia Santa ClaraCopa Ouro da CONCACAF de 2017 (Estados Unidos) | Cleveland Denver Frisco Harrison Houston Nashville San Antonio San Diego Tampa Arlington Glendale Pasadena Filadélfia Santa ClaraCopa Ouro da CONCACAF de 2017 (Estados Unidos) |                         |
| Arlington, Texas     | Glendale, Arizona | Pasadena | Filadélfia | Santa Clara, Califórnia |
| AT&T Stadium         | University of Phoenix Stadium | Rose Bowl | Lincoln Financial Field | Levi's Stadium          |
| Capacidade: 100,000  | Capacidade: 63,400 | Capacidade: 90,000 | Capacidade: 69,596 | Capacidade: 68,500      |
|                      | | | |                         |

## Potes
México e Estados Unidos foram anunciados como as cabeças de chave dos Grupos B e C, respectivamente, em 19 de dezembro de 2016. Honduras, vencedor da Copa Centroamericana UNCAF 2017, foi anunciada como cabeça de chave do Grupo A em 14 de fevereiro de 2017.
Os grupos e os horários do jogos foram revelados no dia 7 de março de 2017, no Levi's Stadium em Santa Clara, Califórnia. No momento do anúncio, 11 dos 12 times qualificados eram conhecidos, com a identidade do vencedor do play-off ainda não conhecido.
| - Honduras (Grupo A) - Estados Unidos (Grupo B) - México (Grupo C) |

## Fase de grupos
|  | Equipes classificadas às quartas-de-final                   |
|  | Equipes classificadas como melhores terceiros classificados |
|  | Equipes eliminadas                                          |

### Grupo A
| Pos. | Seleção         | Pts | J | V | E | D | GP | GC | SG |
| ---- | --------------- | --- | - | - | - | - | -- | -- | -- |
| 1    | Costa Rica      | 7   | 3 | 2 | 1 | 0 | 5  | 1  | +4 |
| 2    | Canadá          | 5   | 3 | 1 | 2 | 0 | 5  | 3  | +2 |
| 3    | Honduras        | 4   | 3 | 1 | 1 | 1 | 3  | 1  | +2 |
| 4    | Guiana Francesa | 0   | 3 | 0 | 0 | 3 | 2  | 10 | –8 |

| 7 de julho    | Guiana Francesa          | 2 – 4     | Canadá                                        | Red Bull Arena, Harrison                |
| 19:00 (UTC−4) | Contout 69' · Privat 71' | Relatório | Jakovic 28' · Arfield 45+2' · Davies 60', 86' | Público: 25 817 Árbitro: PAN John Pitti |

| 7 de julho    | Honduras | 0 – 1     | Costa Rica | Red Bull Arena, Harrison                  |
| 21:00 (UTC−4) |          | Relatório | Ureña 39'  | Público: 25 817 Árbitro: GUA Walter López |

| 11 de julho   | Costa Rica | 1 – 1     | Canadá     | BBVA Compass Stadium, Houston            |
| 18:30 (UTC−5) | Calvo 42'  | Relatório | Davies 26' | Público: 12 019 Árbitro: USA Mark Geiger |

| 11 de julho   | Honduras | 3 – 0[A]  | Guiana Francesa | BBVA Compass Stadium, Houston               |
| 21:00 (UTC−5) |          | Relatório |                 | Público: 12 019 Árbitro: CUB Yadel Martínez |

| 14 de julho   | Costa Rica                               | 3 – 0     | Guiana Francesa | Toyota Stadium, Frisco                   |
| 18:30 (UTC−5) | Rodríguez 4' · Wallace 79' · Ramírez 83' | Relatório |                 | Público: 10 098 Árbitro: MEX César Ramos |

| 14 de julho   | Canadá | 0 – 0     | Honduras | Toyota Stadium, Frisco                    |
| 21:00 (UTC−5) |        | Relatório |          | Público: 10 098 Árbitro: SLV Joel Aguilar |

### Grupo B
| Pos. | Seleção        | Pts | J | V | E | D | GP | GC | SG |
| ---- | -------------- | --- | - | - | - | - | -- | -- | -- |
| 1    | Estados Unidos | 7   | 3 | 2 | 1 | 0 | 7  | 3  | +4 |
| 2    | Panamá         | 7   | 3 | 2 | 1 | 0 | 6  | 2  | +4 |
| 3    | Martinica      | 3   | 3 | 1 | 0 | 2 | 4  | 6  | –2 |
| 4    | Nicarágua      | 0   | 3 | 0 | 0 | 3 | 1  | 7  | –6 |

| 8 de julho    | Estados Unidos | 1 – 1     | Panamá      | Nissan Stadium, Nashville                      |
| 15:30 (UTC−5) | Dwyer 50'      | Relatório | Camargo 60' | Público: 47 622 Árbitro: MEX Fernando Guerrero |

| 8 de julho    | Martinica                  | 2 – 0     | Nicarágua | Nissan Stadium, Nashville                 |
| 18:00 (UTC−5) | Parsemain 35' · Langil 66' | Relatório |           | Público: 47 622 Árbitro: SKN Kimbell Ward |

| 12 de julho   | Panamá                | 2 – 1     | Nicarágua     | Raymond James Stadium, Tampa              |
| 18:30 (UTC−4) | Díaz 50' · Torres 57' | Relatório | Chavarría 49' | Público: 23 368 Árbitro: CAN Drew Fischer |

| 12 de julho   | Estados Unidos                    | 3 – 2     | Martinica          | Raymond James Stadium, Tampa                |
| 20:30 (UTC−4) | O. Gonzalez 54' · Morris 64', 76' | Relatório | Parsemain 66', 75' | Público: 23 368 Árbitro: CRC Henry Bejarano |

| 15 de julho   | Panamá                                | 3 – 0     | Martinica | FirstEnergy Stadium, Cleveland              |
| 16:30 (UTC−4) | Murillo 44' · Arroyo 60' · Torres 67' | Relatório |           | Público: 27 934 Árbitro: MEX Roberto García |

| 15 de julho   | Nicarágua | 0 – 3     | Estados Unidos                     | FirstEnergy Stadium, Cleveland                |
| 19:00 (UTC−4) |           | Relatório | Corona 36' · Rowe 56' · Miazga 88' | Público: 27 934 Árbitro: HON Melvin Matamoros |

### Grupo C
| Pos. | Seleção     | Pts | J | V | E | D | GP | GC | SG |
| ---- | ----------- | --- | - | - | - | - | -- | -- | -- |
| 1    | México      | 7   | 3 | 2 | 1 | 0 | 5  | 1  | +4 |
| 2    | Jamaica     | 5   | 3 | 1 | 2 | 0 | 3  | 1  | +2 |
| 3    | El Salvador | 4   | 3 | 1 | 1 | 1 | 4  | 4  | 0  |
| 4    | Curaçau     | 0   | 3 | 0 | 0 | 3 | 0  | 6  | –6 |

| 9 de julho    | Curaçau | 0 – 2     | Jamaica                     | Qualcomm Stadium, San Diego                     |
| 16:00 (UTC−7) |         | Relatório | Williams 58' · Mattocks 73' | Público: 53 133 Árbitro: USA Armando Villarreal |

| 9 de julho    | México                                   | 3 – 1     | El Salvador | Qualcomm Stadium, San Diego                |
| 18:00 (UTC−7) | Marín 8' · E. Hernández 29' · Pineda 55' | Relatório | Bonilla 10' | Público: 53 133 Árbitro: HON Óscar Moncada |

| 13 de julho   | El Salvador            | 2 – 0     | Curaçau | Sports Authority Field, Denver                |
| 18:00 (UTC−6) | Mayen 21' · Zelaya 24' | Relatório |         | Público: 49 121 Árbitro: HON Héctor Rodríguez |

| 13 de julho   | México | 0 – 0     | Jamaica | Sports Authority Field, Denver               |
| 20:00 (UTC−6) |        | Relatório |         | Público: 49 121 Árbitro: CRC Ricardo Montero |

| 16 de julho   | Jamaica            | 1 – 1     | El Salvador | Alamodome, San Antonio                    |
| 17:00 (UTC−5) | Mattocks 64' (pen) | Relatório | Bonilla 15' | Público: 44 232 Árbitro: USA Jair Marrufo |

| 16 de julho   | Curaçau | 0 – 2     | México                        | Alamodome, San Antonio                    |
| 19:00 (UTC−5) |         | Relatório | Sepúlveda 22' · Álvarez 90+1' | Público: 44 232 Árbitro: SKN Kimbell Ward |

### Ranking dos terceiros colocados
| Pos. | Seleção     | Pts | J | V | E | D | GP | GC | SG | Grupo |
| ---- | ----------- | --- | - | - | - | - | -- | -- | -- | ----- |
| 1    | Honduras    | 4   | 3 | 1 | 1 | 1 | 3  | 1  | +2 | A     |
| 2    | El Salvador | 4   | 3 | 1 | 1 | 1 | 4  | 4  | 0  | C     |
| 3    | Martinica   | 3   | 3 | 1 | 0 | 2 | 4  | 6  | –2 | B     |

## Fase final
|  | Quartas de final         | Quartas de final       |                           |   | Semifinais | Semifinais |  |  | Final | Final |
|  |                          |                        |                           |   |            |            |  |  |       |       |
|  | 19 de julho – Filadélfia |                        |                           |   |            |            |  |  |       |       |
|  |                          |                        |                           |   |            |            |  |  |       |       |
|  | Costa Rica               | 1                      |                           |   |            |            |  |  |       |       |
|  | Costa Rica               | 1                      | 22 de julho – Arlington   |   |            |            |  |  |       |       |
|  | Panamá                   | 0                      |                           |   |            |            |  |  |       |       |
|  | Panamá                   | 0                      | Costa Rica                | 0 |            |            |  |  |       |       |
|  | 19 de julho – Filadélfia |                        | Costa Rica                | 0 |            |            |  |  |       |       |
|  |                          | Estados Unidos         | 2                         |   |            |            |  |  |       |       |
|  | Estados Unidos           | Estados Unidos         | 2                         | 2 |            |            |  |  |       |       |
|  | Estados Unidos           |                        | 26 de julho – Santa Clara | 2 |            |            |  |  |       |       |
|  | El Salvador              | 0                      |                           |   |            |            |  |  |       |       |
|  | El Salvador              | 0                      | Estados Unidos            | 2 |            |            |  |  |       |       |
|  | 20 de julho – Glendale   |                        | Estados Unidos            | 2 |            |            |  |  |       |       |
|  |                          | Jamaica                | 1                         |   |            |            |  |  |       |       |
|  | México                   | Jamaica                | 1                         | 1 |            |            |  |  |       |       |
|  | México                   | 23 de julho – Pasadena |                           | 1 |            |            |  |  |       |       |
|  | Honduras                 | 0                      |                           |   |            |            |  |  |       |       |
|  | Honduras                 | 0                      | México                    | 0 |            |            |  |  |       |       |
|  | 20 de julho – Glendale   |                        | México                    | 0 |            |            |  |  |       |       |
|  |                          | Jamaica                | 1                         |   |            |            |  |  |       |       |
|  | Jamaica                  | Jamaica                | 1                         | 2 |            |            |  |  |       |       |
|  | Jamaica                  |                        |                           | 2 |            |            |  |  |       |       |
|  | Canadá                   | 1                      |                           |   |            |            |  |  |       |       |
|  | Canadá                   | 1                      |                           |   |            |            |  |  |       |       |

### Quartas de final
| 19 de julho   | Costa Rica       | 1 – 0     | Panamá | Lincoln Financial Field, Filadélfia        |
| 18:00 (UTC−4) | Godoy 77' (g.c.) | Relatório |        | Público: 31 615 Árbitro: HON Óscar Moncada |

| 19 de julho   | Estados Unidos                 | 2 – 0     | El Salvador | Lincoln Financial Field, Filadélfia       |
| 21:00 (UTC−4) | O. Gonzalez 41' · Lichaj 45+2' | Relatório |             | Público: 31 615 Árbitro: CAN Drew Fischer |

| 20 de julho   | Jamaica                   | 2 – 1     | Canadá      | University of Phoenix Stadium, Glendale      |
| 16:30 (UTC−7) | Francis 6' · Williams 50' | Relatório | Hoilett 61' | Público: 37 404 Árbitro: CRC Ricardo Montero |

| 20 de julho   | México     | 1 – 0     | Honduras | University of Phoenix Stadium, Glendale   |
| 19:00 (UTC−7) | Pizarro 4' | Relatório |          | Público: 37 404 Árbitro: GUA Walter López |

### Semifinais
| 22 de julho   | Costa Rica | 0 – 2     | Estados Unidos             | AT&T Stadium, Arlington                   |
| 21:00 (UTC−5) |            | Relatório | Altidore 72' · Dempsey 82' | Público: 45 516 Árbitro: SLV Joel Aguilar |

| 23 de julho   | México | 0 – 1     | Jamaica      | Rose Bowl, Pasadena                     |
| 18:00 (UTC−7) |        | Relatório | Lawrence 88' | Público: 42 393 Árbitro: PAN John Pitti |

### Final
| 26 de julho   | Estados Unidos            | 2 – 1     | Jamaica    | Levi's Stadium, Santa Clara               |
| 18:30 (UTC−7) | Altidore 45' · Morris 88' | Relatório | Watson 50' | Público: 63 032 Árbitro: GUA Walter López |

## Patrocinadores
- Allstate
- Grupo Modelo
- Nike Inc.
- Post Holdings
- Scotiabank
- Sprint Corporation

## Direitos de transmissão
| País                          | Canal                                      |
| ----------------------------- | ------------------------------------------ |
| África                        | Supersport                                 |
| Liga Árabe                    | beIN Sport                                 |
| Brasil                        | BandSports                                 |
| Canadá                        | Sportsnet                                  |
| China                         | CSM                                        |
| Colômbia                      | Win Sports                                 |
| Costa Rica                    | Repretel, Teletica                         |
| El Salvador                   | Telecorporacion Salvadoreña                |
| Guatemala                     | Canal 3 e Canal 7                          |
| Honduras                      | Televicentro                               |
| Hong Kong                     | iCable                                     |
| Malásia                       | Astro                                      |
| México                        | Televisa, TV Azteca                        |
| Panamá                        | TV Nacional de Panamá, Medcom              |
| Portugal                      | Sport TV                                   |
| Singapura                     | StarHub                                    |
| América do Sul (menos Brasil) | Gol TV                                     |
| Espanha                       | Media Pro, Gol TV                          |
| Tailândia                     | Grammy                                     |
| Reino Unido                   | ESPN UK                                    |
| Estados Unidos                | Fox Sports 1 (Inglês) Univision (Espanhol) |